# Баранова (река)
Баранова (бел. Баранава) — река в Гродненском районе Гродненской области Белоруссии. Левый приток Лошанки (бассейн Немана). Длина 4,4 км. Начинается в 1,5 км к западу от деревни Хлистовичи, впадает в Лошанку на юге-западе от деревни Ликовка. Русло на всём протяжении канализированное.